# La fiesta (película)
La fiesta es una película española dirigida por Manuel Sanabria y Carlos Villaverde, película que produjeron junto a la directora Violeta Barca-Fontana con un presupuesto de 6.000 euros. El equipo técnico estaba formado por gente joven cuya media de edad era de 24 años.

## Argumento y personajes
Javi y Chemita son dos amigos que comparten piso con Luna, la prima de Chemita. Un fin de semana deciden hacer una fiesta, en la que también participarán Carmelo, el novio de Luna, Tripi, antiguo compañero de piso de los chicos, antes de la llegada de Luna, y Trini, cajera del supermercado amiga de los compañeros de piso. Durante el transcurso del fin de semana ocurrirán acontecimientos inesperados.

## Producción
Los directores tardaron diez meses en redactar el guion que llegó a tener un total de 8 versiones, tomaron para ello como referencias para realizar la película a Porky's y a Desmadre a la americana con algunos toques de Clerks. Sin embargo tuvieron que esperar 18 meses para poder encontrar financiación para el proyecto ya que a los familiares de los directores no les gustaba el proyecto.
Para elegir a los actores (6 principales y otros 20 secundarios) se realizó un casting al que se presentaron más de 400 aspirantes. Para anunciarlo se pegaron carteles en las escuelas de cine, aunque ellos no cobrarían, al igual que el equipo técnico.
La película se rodó en Madrid en julio de 2001 durante 15 días. Para llevar a cabo los movimientos de cámara utilizaron una silla de ruedas y se llevaban el material a su casa para trabajarlo con un ordenador.
Para la banda sonora los directores llegaron a un acuerdo con la discográfica Warner para incluir 38 temas que se usarían como música durante la película.

## Comercialización
La comercialización fue complicada ya que un año después de terminar la película no tenían distribución ya que a los ejecutivos no les gustaba y les echaron de malas maneras. Sin embargo, tras conseguir presentarse en el festival de cine inédito de Madrid, Buena Vista Internacional se interesa por el proyecto al ver la buena aceptación que tuvo del público. La distribuidora le ofrece 150.000 dólares para mejorar la película, pasarla de formato DVD a 35mm, quitar siete minutos de duración y rodar algunas escenas de nuevo. A la hora de distribuirla fue anunciada en bastantes medios de comunicación como "la película más barata del cine español".
La película se estrenó el 8 de agosto de 2003 con 100 copias, consiguiendo en su primer fin de semana una recaudación de 174.260 euros. La película recaudó en cines algo más de 1.280.000 euros (1.209.769,49 tras IVA). Según Yago García en su éxito en taquilla La fiesta se benefició del boom existente en las películas sobre gente joven, dinámica y en crisis gracias al éxito de El otro lado de la cama.
La película salió a la venta en DVD el 28 de abril de 2004, distribuido por Buena Vista Internacional, en el contenido extra del mismo se encuentra:
- Making of
- Audiocomentarios de los directores
- Escenas eliminadas
- Videoclip "The Mockers"
- Cortometraje "Los anillos de Saturno"
- Ficha técnica y artística

## Recepción
Imma Valls escribió en Fanzine digital que, sin tener nada de especial es una divertidísima y fresca película cuyos gags funcionan en la mayoría de las ocasiones y cuyos actores consiguen la fácil identificación de los personajes. Sin embargo la película fue nominada a un premio Godoy en la tercera edición de los premios.